# 新湘街道
新湘街道，是中华人民共和国湖南省衡陽市珠晖区下辖的一个乡镇级行政单位。2015年11月18日，东阳渡镇、新湘街道合并设立东阳渡街道。

## 行政区划
新湘街道下辖以下地区：
工农社区、新华社区和联盟社区。